# Cossos Comuns de les Forces Armades Espanyoles
Els Cossos Comuns de les Forces Armades són cossos militars que són comuns als cossos específics que existeixen dins de les Forces Armades. Els Cossos Comuns són quatre: el Jurídic Militar, el d'Intervenció, el de Sanitat i el de Músiques Militars. Actualment, 2.991 efectius conformen aquest cos militar.

## Història
Abans, cadascun dels cossos específics dins de les Forces Armades tenia els seus propis cossos per encarregar-se de les tasques de les quals ara s'encarreguen els Cossos Comuns. Al·legant raons de gestió, aquests cossos es van centralitzar en els Cossos Comuns, que depenen del Ministeri de Defensa. En 1985 s'unifica com a cos comú el Cos Militar d'Intervenció i amb la Llei 17/89 Reguladora del Règim del Personal Militar Professional va ocórrer el mateix amb els cossos Militar de Sanitat i de Músiques Militars.

Cos Militar de Sanitat
Cos Jurídic Militar
Cos Militar d'Intervenció
Cos de Músiques Militars